# Agusti Pol
Agusti Pol Pérez, dit Agusti Pol, né le 13 janvier 1977 en Andorre, est un footballeur international andorran, évoluant au poste de milieu de terrain. 
Il est le frère aîné de Ferran Pol, footballeur professionnel depuis 2009.

## Biographie

### Sélection
Agusti Pol est convoqué pour la première fois par le sélectionneur national Isidre Codina pour le premier match officiel de l'équipe nationale d'Andorre face à l'Estonie en amical, le 13 novembre 1996, où il marque son seul but en sélection (défaite 6-1). 
Il entre dans l'histoire du football andorran, en devenant le premier buteur de son pays.
Il compte 28 sélections et 1 but avec l'équipe d'Andorre entre 1996 et 2003.

## Statistiques

### Buts en sélection
Le tableau suivant liste tous les buts inscrits par Agusti Pol avec l'équipe d'Andorre.

## Référence
1. ↑  (en) « Fiche d’Agusti Pol », sur eu-football.info